# プロトニタゼピン
プロトニタゼピン（英：Protonitazepyne）または、N-ピロリジノプロトニタゼン（英：N-pyrrolidino protonitazene）は、オピオイド作用を持つベンゾイミダゾール誘導体であり、インターネット上でデザイナードラッグとして販売されており、2022年半ばに初めて言及され、2023年初頭にカナダ、2023年後半にアイルランドでの薬物押収で明確に確認された。エトニタゼンの類縁体で、エトキシ基がプロポキシ基に拡張され、N,N-ジエチル置換がピロリジン環に環化されている。その薬理学に関する公式な研究はまだ行われていないが、エトキシ類縁体であるエトニタゼピンよりはわずかに効力が弱いが、強力なオピオイドであると考えられている。